# Max Stiepl
Maximillian "Max" Stiepl, född 23 mars 1914, död 27 augusti 1992, var en österrikisk skridskoåkare.
Stiepl blev olympisk bronsmedaljör på 10 000 meter vid vinterspelen 1936 i Garmisch-Partenkirchen.